# La Belle de Paris
Pour plus de détails, voir Fiche technique et Distribution.
La Belle de Paris (Under My Skin) est un film américain réalisé par Jean Negulesco, sorti en 1950.

## Fiche technique
- Titre : La Belle de Paris
- Titre original : Under My Skin
- Réalisation : Jean Negulesco
- Scénario : Casey Robinson d'après le roman d'Ernest Hemingway
- Production : Casey Robinson et Darryl F. Zanuck producteur exécutif (non crédité)
- Société de production : 20th Century Fox
- Musique : Daniele Amfitheatrof
- Photographie : Joseph LaShelle
- Montage : Dorothy Spencer
- Direction artistique : Maurice Ransford et Lyle R. Wheeler
- Décorateur de plateau : Thomas Little et Walter M. Scott
- Costumes : Charles Le Maire
- Pays de production :  États-Unis
- Langue : anglais, Italien
- Format : Noir et blanc - 35 mm - 1,37:1 - Son : Mono (Western Electric Recording)
- Genre : drame
- Durée : 86 minutes
- Dates de sortie :
  - États-Unis : 17 mars 1950
  - France : 1er juin 1950
- Affiche : Boris Grinsson (France)

## Distribution
- John Garfield : Dan Butler
- Micheline Presle : Paule Manet
- Luther Adler : Louis Bork
- Orley Lindgren : Joe Butler
- Noel Drayton : George Gardner

Acteurs non crédités :
- Ann Codee : Henriette
- Mario Siletti : Officier italien